# 曾博雄
曾博雄（？—），台湾人，北美华侨，退役男子乒乓球运动员。他曾代表中国大陆参加1974年亚洲运动会乒乓球比赛，获得男子团体金牌。